# Междуречье (Бийский район)
Междуречье — посёлок в Бийском районе Алтайского края России. Входит в состав Верх-Катунского сельсовета.

## География
Расположен в 29 км к западу от центра сельского поселения, села Верх-Катунское.
Находится в восточной части края, в южных пределах Бийско-Чумышской возвышенности, на берегах реки Катунь.
Климат
умеренный континентальный. Самый холодный месяц: январь (до −54 °C), самый тёплый: июль (до +39 °C). Годовое количество осадков составляет 450—500 мм.

## История
Посёлок входит в муниципальное образование «Верх-Катунский сельсовет» согласно муниципальной и административно-территориальной реформе 2007 года.

## Население
| 1997 | 1998 | 1999 | 2000 | 2001 | 2002 | 2003 | 2004 | 2005 |
| ---- | ---- | ---- | ---- | ---- | ---- | ---- | ---- | ---- |
| 31   | ↗33  | ↗37  | ↗41  | ↘37  | ↘31  | ↗35  | ↘29  | ↗42  |
| 2006 | 2007 | 2008 | 2009 | 2010 | 2011 | 2012 | 2013 |      |
| ↘30  | ↗32  | ↗38  | ↘37  | ↘27  | ↘24  | ↘23  | ↘21  |      |

национальный состав
Согласно результатам переписи 2002 года, в национальной структуре населения русские составляли 97 % от 32 жителей.

## Инфраструктура
Садоводческие товарищества (СНТ Катунь).
В центре поселения, селе Верх-Катунское, находится общеобразовательная школа, отделение «Почты России».

## Транспорт
Посёлок доступен по автодороге «Бийск — Белокуриха» (идентификационный номер 01 ОП РЗ 01К-06).